# Urdaneta (Pangasinan)
Urdaneta é um cidade de  segunda classe de renda da cidade (d) na província Pangasinan, nas Filipinas. De acordo com o censo de 1 de maio  de  2020 possui uma população de 144 577 pessoas e 35 215 domicílios.